# Leo Kirch
Pour les articles homonymes, voir Kirch.
Leo Kirch est un entrepreneur allemand de l'audiovisuel, né le 21 octobre 1926 à Wurtzbourg (Bavière) et mort le 14 juillet 2011 à Munich,.
Il était l'ami d'Helmut Kohl.
En 1984, il met en place la télévision payante allemande avec son groupe KirchMedia (en), en s'achetant les droits de retransmission des matchs de football allemands et de la Formule 1, ce qui lui permit de faire fortune. Il a été surnommé "le père de la télévision privée allemande".
En 2002, son entreprise fait faillite, et il se reconvertit en homme politique au sein des conservateurs bavarois.
Ce n'est qu'en 2021 qu'il est annoncé que Leo Kirch avait constitué une collection d'art d'environ quatre-vingts tableaux depuis les années 1950, dont des œuvres de Claude Monet, Emil Nolde, Karl Schmidt-Rottluff, Lyonel Feininger, Franz Marc, Amedeo Modigliani, Gustav Klimt et Egon Schiele. Cette collection d'art est stockée dans un dépôt à Munich.